# Eyüpspor
Der Eyüp Spor Kulübü ist ein türkischer Fußballverein aus dem Istanbuler Bezirk Eyüp und wurde 1919 gegründet. 2024 gelang dem Verein zum ersten Mal der Aufstieg in die türkische erste Liga (Süper Lig).

## Geschichte
Der Verein wurde nach eigenen Angaben durch einen Ferman des vorletzten osmanischen Sultans Mehmed V. von Cemal Kılıç und seinen Freunden unter dem Namen Eyüp İdman Yuvası (andere Quellen berichten von Eyüp İdman Yurdu) im Jahr 1917 gegründet. Es handelte sich dabei um den ersten Sportverein im Bezirk, der gleichzeitig mehrere Abteilungen unterhielt, unter anderem Boxen, Volleyball und Basketball.
Kurz nach der Vereinsgründung nahm das Osmanische Reich am ausgebrochenen Ersten Weltkrieg teil. So wurde der Spielbetrieb bis 1919 unterbrochen. Nachdem die Bedeutung der Istanbuler Sportvereine durch den Türkischen Befreiungskrieg zunahm, wurde der Verein am 5. Januar 1919 erneut gegründet.
1934 wurde der Verein Meister in einer in Istanbul regional ausgetragenen zweiten Liga und stieg damit in die İstanbul Futbol Ligi auf. Dort spielte der Verein zeitweise mit den drei großen Istanbuler Vereinen Fenerbahçe, Beşiktaş und Galatasaray.
Nach der Gründung der Süper Lig geriet der Verein lange Zeit in Vergessenheit und spielte in den regionalen Amateurligen. Ab den 1970er Jahren nahm der Verein wieder am Profifußball teil und spielte zeitweise in der zweithöchsten türkischen Spielklasse, der heutigen TFF 1. Lig. Eyüpspor übernahm am 6. Spieltag der Saison 2014/15 zum zweiten Mal die Tabellenführung und behielt diese bis zum letzten Spieltag. Damit sicherte sich der Klub souverän erst vorzeitig die Herbstmeisterschaft und am vorletzten Spieltag durch ein 2:0-Heimsieg gegen 68 Yeni Aksarayspor vorzeitig in die Meisterschaft der Gruppe 3 und damit den direkten Wiederaufstieg in die TFF 2. Lig. Dort spielte man anschließend sechs Jahre, ehe man 2021 als Meister der roten Gruppe den direkten Aufstieg in die Zweitklassigkeit feiern konnte. In der Saison 2023/24 stieg Eyüpspor zum ersten Mal in der Vereinsgeschichte in die SüperLig auf, nachdem man am 29. Spieltag nicht mehr von einem Aufstiegsplatz zu verdrängen war.

## Ligazugehörigkeit
- 1. Liga: ab der der Saison 2024/25
- 2. Liga: 1982–1983, 1987–1994, 2021–2024
- 3. Liga: 1970–1973, 1984–1987, 1994–2001, 2002–2014, 2015–2021
- 4. Liga: 2001–2002, 2014–2015
- Regionale Amateurliga: 1959–1970, 1973–1982, 1983–1984

## Kader Saison 2024/25
| Nr. |            | Position | Name            |
| --- | ---------- | -------- | --------------- |
| 1   | Turkei     | TW       | Berke Özer      |
| 26  | Turkei     | TW       | Alp Köseer      |
| 71  | Turkei     | TW       | Birkan Tetik    |
| 2   | Turkei     | AB       | Erdem Gökçe     |
| 4   | Brasilien  | AB       | Luccas Claro    |
| 6   | Turkei     | AB       | Robin Yalçın    |
| 14  | Portugal   | AB       | Rúben Vezo      |
| 15  | Frankreich | AB       | Léo Dubois      |
| 75  | Turkei     | AB       | Tayfur Bingöl   |
| 77  | Turkei     | AB       | Umut Meraş      |
| 88  | Turkei     | AB       | Caner Erkin     |
| 5   | Turkei     | MF       | Dorukhan Toköz  |
| 8   | Turkei     | MF       | Emre Akbaba     |
| 18  | Norwegen   | MF       | Fredrik Midtsjø |
| 20  | Turkei     | MF       | Recep Niyaz     |

| Nr. |               | Position | Name             |
| --- | ------------- | -------- | ---------------- |
| 22  | Turkei        | MF       | Erdem Çalık      |
| 28  | Aserbaidschan | MF       | Taşkın İlter     |
| 30  | Turkei        | MF       | Yalçın Kayan     |
| 33  | Ukraine       | MF       | Taras Stepanenko |
| 57  | Turkei        | MF       | Melih Kabasakal  |
| 81  | Turkei        | MF       | Hamza Akman      |
|     | Turkei        | MF       | İsmail Can Fidan |
| 7   | Turkei        | ST       | Halil Akbunar    |
| 9   | Senegal       | ST       | Mame Thiam       |
| 11  | Turkei        | ST       | Sinan Gümüş      |
| 17  | Turkei        | ST       | Hüseyin Maldar   |
| 19  | Turkei        | ST       | Umut Bozok       |
| 40  | Ghana         | ST       | Prince Ampem     |
| 66  | Turkei        | ST       | Emre Mor         |

Letzte Aktualisierung: 15. Juni 2025

## Ehemalige Spieler
- Ahmet Dursun
- Altan Aksoy
- Volkan Arslan
- Berkan Yıldırım
- Caner Bulut
- Ahmet Görkem Görk
- İlyas Kahraman
- Fatih Kara
- Murat Gürbüzerol
- Ahmet Sağlam
- Alaattin Tosun
- Mahir Saglik
- Pa Amat Dibba
- Ramazan Çevik
- Bogdan Stancu
- Gerson Rodrigues

## Ehemalige Trainer
- Suat Mamat (September 1992 – Mai 1993)
- Ergun Ortakçı (Januar 1996 – Mai 1996)
- Mehmet Şahan (September 2005 – Mai 2006)
- Nurettin Yılmaz (Juni 2006 – April 2009)
- Hamza Hamzaoğlu (Oktober 2009 – Mai 2010)
- Cihat Arslan (Oktober 2010 – Mai 2011)
- İlyas Kahraman (? 2011 – Januar 2012)
- Hasan Çelik (Januar 2012 – Mai 2012)
- Murat Şahin (September 2012 – Juni 2013)
- Ekrem Al (Oktober 2018 – Juni 2019)
- Murat Şahin (November 2019 – Februar 2022)
- Hamza Hamzaoğlu (Februar 2022 – April 2023)
- Arda Turan (April 2023 – heute)